# Песочная змея
Песочная змея, или зериг, или зеринге (лат. Psammophis schokari) — ядовитая змея из семейства Psammophiidae.

## Внешний вид
Песочная змея достигает в длину от 0,8 до 1,1 м, редко 1,5 м. Тело стройное. Хвост длинный (в 2,4—3,5 раза короче тела). Самцы и самки не отличаются по размеру. Голова длинная и узкая, хорошо отграничена от туловища. Передний её конец тупо закруглён. Глаза большие, с круглыми зрачками.

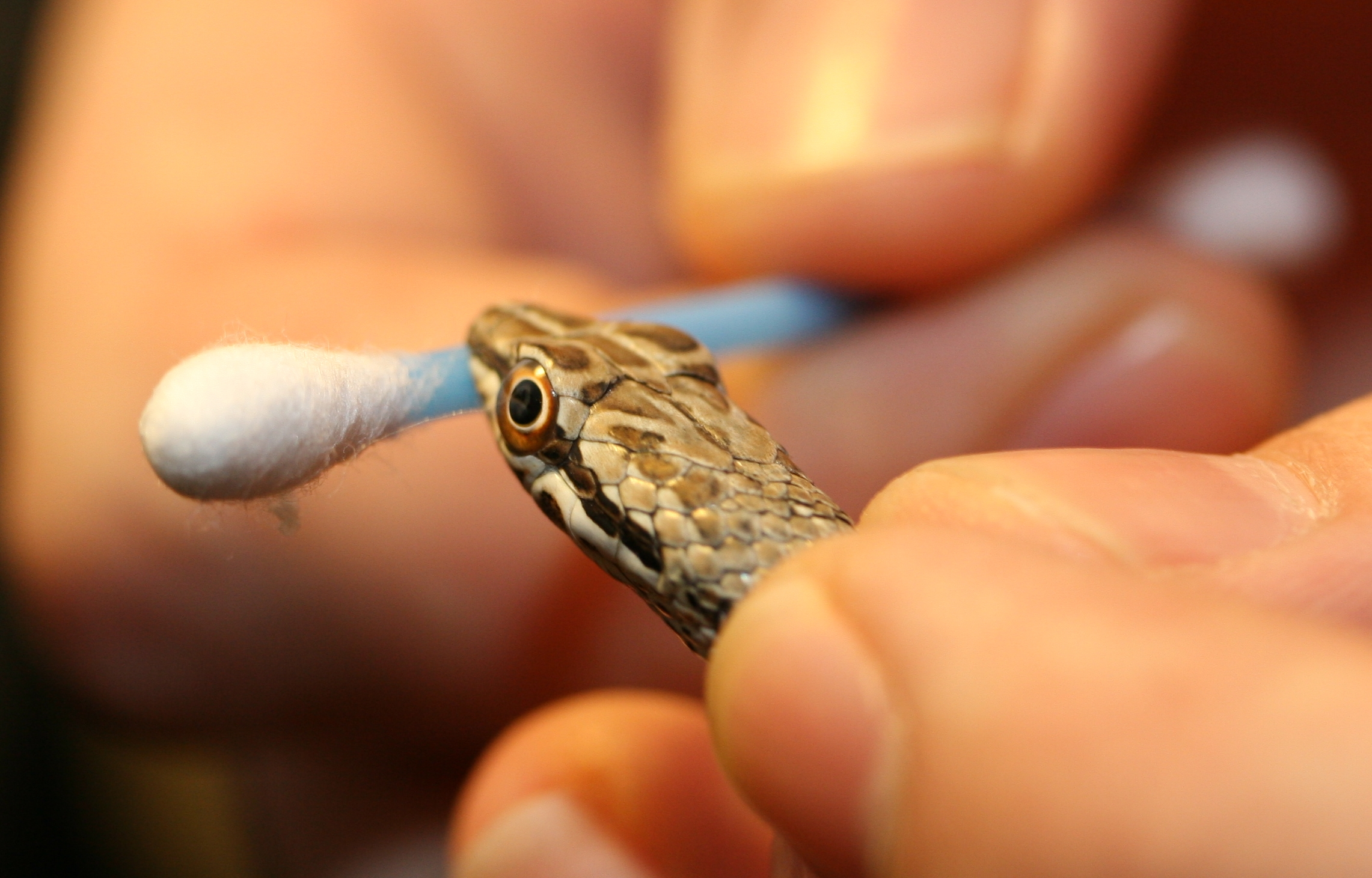
Голова песочной змеи с характерным рисунком

Окраска тела варьирует и может быть светло-коричневого, серо-коричневого или бледно-оливкового цвета. От глаз по бокам головы и туловища тянутся две тёмные продольные полосы в светлой окантовке. Вдоль позвоночника проходит тонкая прерывистая полоса, по бокам от неё тянутся ещё более тёмные полосы с чёрной пунктирной окантовкой. На верхней стороне головы характерный рисунок из полосок неправильной формы с округлым пятном между ними. Брюхо желтоватой или беловатой окраски с мелкими тёмными пятнами по краям и в средней части брюшных щитков, которые иногда сливаются в более или менее выраженные продольные полосы.

## Распространение
Ареал простирается от Северной Африки (на юг до Мавритании, Судана и Сомали) и Аравийского полуострова через Переднюю Азию до южного Туркменистана (восточный Копетдаг и Бадхыз) на севере и до Пакистана и северо-западной Индии на востоке. В горы поднимается на высоту до 2145 м над уровнем моря.

## Образ жизни
Обитает в аридных и полуаридных биотопах с небольшим количеством воды, в том числе в прибрежных и горных районах. В Марокко широко распространена в песчаных кустарниковых степях и лесах, в Иране — в степях и на песчаных участках. В Туркменистане предпочитает крутые и каменистые склоны с редкой растительностью, склоны холмов, покрытые травой и колючкой, вершины останцовых сопок. Не избегают и близости с человеком, встречаясь на полях и около поселений.
Очень бдительный дневной вид. Передвигается с большой скоростью. Хорошо лазает, в том числе на деревья. Питается в основном ящерицами (преимущественно ящурками и агамами, по другим данным — сцинками и гекконами), но может также поедать мелких воробьиных птиц и грызунов. Поймав добычу, парализует её ядом, который выделяется при жевании из зубов, расположенных в задней части рта. Для человека не опасна, вызывая лишь боль и припухлость в районе укуса. Состав яда неизвестен.
Яйцекладущая змея. Самка обычно откладывает 5—6 яиц (по некоторым данным 4—10). Репродуктивная биология вида изучена слабо. По данным развития половой системы у вскрытых коллекционных экземпляров, спаривание происходит в конце сезона дождей, но не каждый год. Инкубация яиц происходит 8 недель. Детёныши вылупляются в конце лета и после первой линьки начинают активно искать корм.